# Pilocarpus alatus
Pilocarpus alatus é uma espécie de planta angiosperma da família das rutáceas do gênero Pilocarpus, endêmica do Brasil. Foi descrita em 1998 por Ladislau Araújo Skorupa. Conhecida das regiões Norte e Nordeste, nos estados do Maranhão e Pará, foi coletada com flores em março e com fruto em outubro e março. A julgar por sua presença em regiões com forte degradação ambiental, é reconhecida como espécie em perigo e/ou vulnerável nas várias listas de conservação que a mencionam.

## Distribuição e habitat
P. alatus é encontrada nas regiões Norte e Nordeste, nos estados do Pará e Maranhão. Sua extensão de ocorrência (EOO) é de de 16 701,39 quilômetros quadrados, enquanto sua área de ocupação (AOO) é de 20 quilômetros. É possível que esteja extinta no Pará, onde só foi coletada uma vez, em 1926. No Maranhão, onde 81% da Floresta Amazônica foi desmatada, sua presença é ameaçada, embora coletas tenham sido feitas em Lago do Junco, Barra do Corda e Montevidéu. Em termos ecológicos, é encontrada no domínio fitogeográfico de Floresta Amazônica, em regiões com vegetação de floresta de terra firme e floresta ombrófila pluvial.

## Descrição
P. alatus é uma espécie terrícola e arbórea. Seu pecíolo é conspícuo e apresente ala no pecíolo e raque foliar. Sua lâmina é plana, com ápice acuminado e base atenuada/obtusa. Ela se divide de 5 a 15 folíolos e é desprovida de indumento da face abaxial. Sua inflorescência tem posição terminal e disposição ereta ou arcuada somente distalmente. Sua raque não é suberosa. Sua flor tem coloração acastanhada, pedicelo indistinto e pétala sem quilha, enquanto seu fruto tem mericarpos com até 15 milímetros e superfície rugosa. Assemelha-se a Pilocarpus microphyllus com relação à raque e pecíolo alados, mas diverge nos folíolos e flores.

## Conservação
P. alatus ocorre nas bordas da Floresta Amazônica, onde está sujeita à degradação decorrente do desmatamento e ocupação humana. Em 2007, foi classificada como em perigo na Lista de espécies de flora e fauna ameaçadas de extinção do Estado do Pará; em 23 de setembro de 2008, como ameaçada pela Instrução Normativa N.º 6 do Ministério do Meio Ambiente (MMA) e mais adiante como em perigo pela Fundação Biodiversitas; em 2012, como vulnerável no Livro Vermelho da Flora Brasileira; e em 17 de dezembro de 2014, foi reclassificada como vulnerável na Portaria MMA nº 443.